# 保罗·勒贝
保羅·勒伯（德語：Paul Gustav Emil Löbe，1875年12月14日—1967年8月3日），德國社會民主黨著名政治家。

## 生平
勒伯出身於德國西里西亞省萊格尼察的一戶木匠家庭，由於早年家境拮据，勒伯從事當地雜誌社記者的工作以貼補家用。

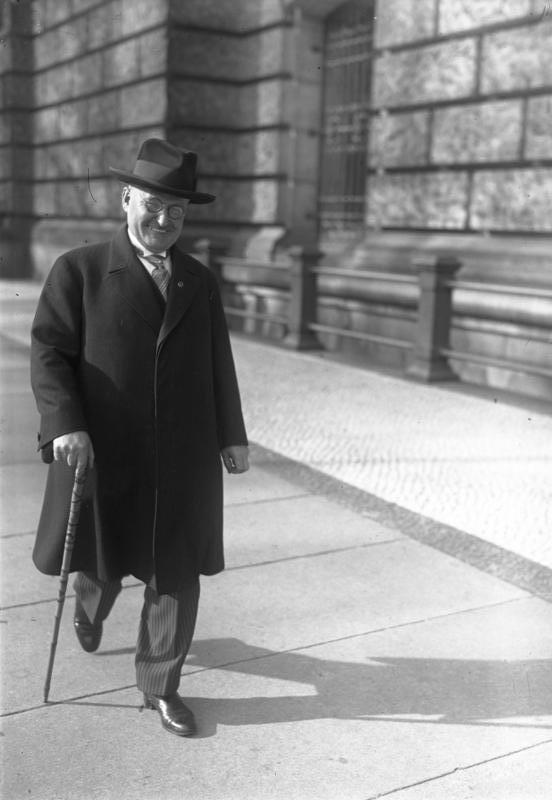
保罗·勒伯在前往国会大厦的途中 (1930年10月)

1895年他加入了社會民主黨，從1920年至1933年他一直是國會議員，期間曾長期擔任議長，作為社民黨的主要領導人在國會致力於維護共和國的事業。在他担任国会议长期间，尤其是在1930年10月以后国会会议上的骚乱越来越频繁，其中大多数扰乱议事的活动都来自纳粹或德共阵营的议员；然而勒伯在执行针对个别违规议员的处分时，都表现出了极大的耐心与克制。1932年德國大選後納粹黨取代社民黨成為國會第一大黨，勒伯旋即辭去議長職務。1933年納粹黨掌權後社民黨被取締，他也一度遭到監禁，獲釋後仍秘密從事反戰運動。因捲入1944年反納粹政變，勒伯再度被捕並關押到集中營直至戰爭結束。
戰後勒伯作為社會民主黨元老在黨的重建過程中發揮了重要作用，他在1949年至1953年當選德國聯邦議院議員；1967年8月3日於波恩去世，享年91歲，當局為其舉行國葬。

## 外部鏈接
- 有关保罗·勒贝在德国经济学中央图书馆（ZBW）20世纪新闻档案中的剪报。